# Meridià 31 a l'est
El meridià 31 a l'est de Greenwich és una línia de longitud que s'estén des del pol Nord travessant l'oceà Àrtic, Europa, Àfrica, l'oceà Índic, l'oceà Antàrtic i l'Antàrtida fins al pol Sud.
El meridià 31 a l'est forma un cercle màxim amb el meridià 149 a l'oest. Com tots els altres meridians, la seva longitud correspon a una semicircumferència terrestre, uns 20.003,932 km. Al nivell de l'Equador, és a una distància del meridià de Greenwich de 3.451 km.

## De Pol a Pol
Començant en el pol Nord i dirigint-se cap al pol Sud, aquest meridià travessa:
| Coordenades                             | País, territori o mar | Notes |
| --------------------------------------- | --------------------- | --- |
| 90° 0′ N, 31° 0′ E / 90.000°N,31.000°E  | Oceà Àrtic            | |
| 80° 10′ N, 31° 0′ E / 80.167°N,31.000°E | Mar de Barents        | Passa just a l'oest de Kvitøya, Svalbard, Noruega · Passa just a l'est de les illes del Rei Carles, Svalbard, Noruega |
| 70° 25′ N, 31° 0′ E / 70.417°N,31.000°E | Noruega               | Península de Varanger – el punt més oriental del país                                                                 |
| 70° 16′ N, 31° 0′ E / 70.267°N,31.000°E | Varangerfjord         | |
| 69° 46′ N, 31° 0′ E / 69.767°N,31.000°E | Rússia                | |
| 63° 18′ N, 31° 0′ E / 63.300°N,31.000°E | Finlàndia             | |
| 62° 22′ N, 31° 0′ E / 62.367°N,31.000°E | Rússia                | Passa a través del Llac Ladoga                                                                                        |
| 55° 9′ N, 31° 0′ E / 55.150°N,31.000°E  | Belarús               | Per uns 3 km |
| 55° 7′ N, 31° 0′ E / 55.117°N,31.000°E  | Rússia                | Per uns 4 km |
| 55° 5′ N, 31° 0′ E / 55.083°N,31.000°E  | Belarús               | Per uns 7 km |
| 55° 1′ N, 31° 0′ E / 55.017°N,31.000°E  | Rússia                | |
| 54° 43′ N, 31° 0′ E / 54.717°N,31.000°E | Belarús               | Per uns 3 km |
| 54° 41′ N, 31° 0′ E / 54.683°N,31.000°E | Rússia                | Per uns 2 km |
| 54° 40′ N, 31° 0′ E / 54.667°N,31.000°E | Belarús               | |
| 52° 4′ N, 31° 0′ E / 52.067°N,31.000°E  | Ucraïna               | |
| 46° 35′ N, 31° 0′ E / 46.583°N,31.000°E | Mar Negre             | |
| 41° 5′ N, 31° 0′ E / 41.083°N,31.000°E  | Turquia               | Per 474 km. |
| 36° 52′ N, 31° 0′ E / 36.867°N,31.000°E | Mar Mediterrània      | |
| 31° 35′ N, 31° 0′ E / 31.583°N,31.000°E | Egipte                | Passa just a l'oest del Caire                                                                                         |
| 22° 0′ N, 31° 0′ E / 22.000°N,31.000°E  | Sudan                 | |
| 9° 45′ N, 31° 0′ E / 9.750°N,31.000°E   | Sudan del Sud         | |
| 3° 42′ N, 31° 0′ E / 3.700°N,31.000°E   | Uganda                | |
| 2° 24′ N, 31° 0′ E / 2.400°N,31.000°E   | R.D. del Congo        | |
| 1° 56′ N, 31° 0′ E / 1.933°N,31.000°E   | Llac Albert           | |
| 1° 32′ N, 31° 0′ E / 1.533°N,31.000°E   | Uganda                | |
| 1° 0′ S, 31° 0′ E / 1.000°S,31.000°E    | Tanzània              | |
| 8° 16′ S, 31° 0′ E / 8.267°S,31.000°E   | Llac Tanganyika       | |
| 8° 46′ S, 31° 0′ E / 8.767°S,31.000°E   | Zàmbia                | |
| 14° 44′ S, 31° 0′ E / 14.733°S,31.000°E | Moçambic              | |
| 16° 3′ S, 31° 0′ E / 16.050°S,31.000°E  | Zimbàbue              | Passa just a l'oest de Harare                                                                                         |
| 22° 19′ S, 31° 0′ E / 22.317°S,31.000°E | Sud-àfrica            | Limpopo Mpumalanga |
| 26° 12′ S, 31° 0′ E / 26.200°S,31.000°E | Eswatini              | |
| 27° 2′ S, 31° 0′ E / 27.033°S,31.000°E  | Sud-àfrica            | Mpumalanga KwaZulu-Natal - Passa a través de Durban                                                                   |
| 29° 57′ S, 31° 0′ E / 29.950°S,31.000°E | Oceà Índic            | |
| 60° 0′ S, 31° 0′ E / 60.000°S,31.000°E  | Oceà Antàrtic         | |
| 69° 2′ S, 31° 0′ E / 69.033°S,31.000°E  | Antàrtida             | Terra de la Reina Maud, reclamat per Noruega                                                                          |